# Газон

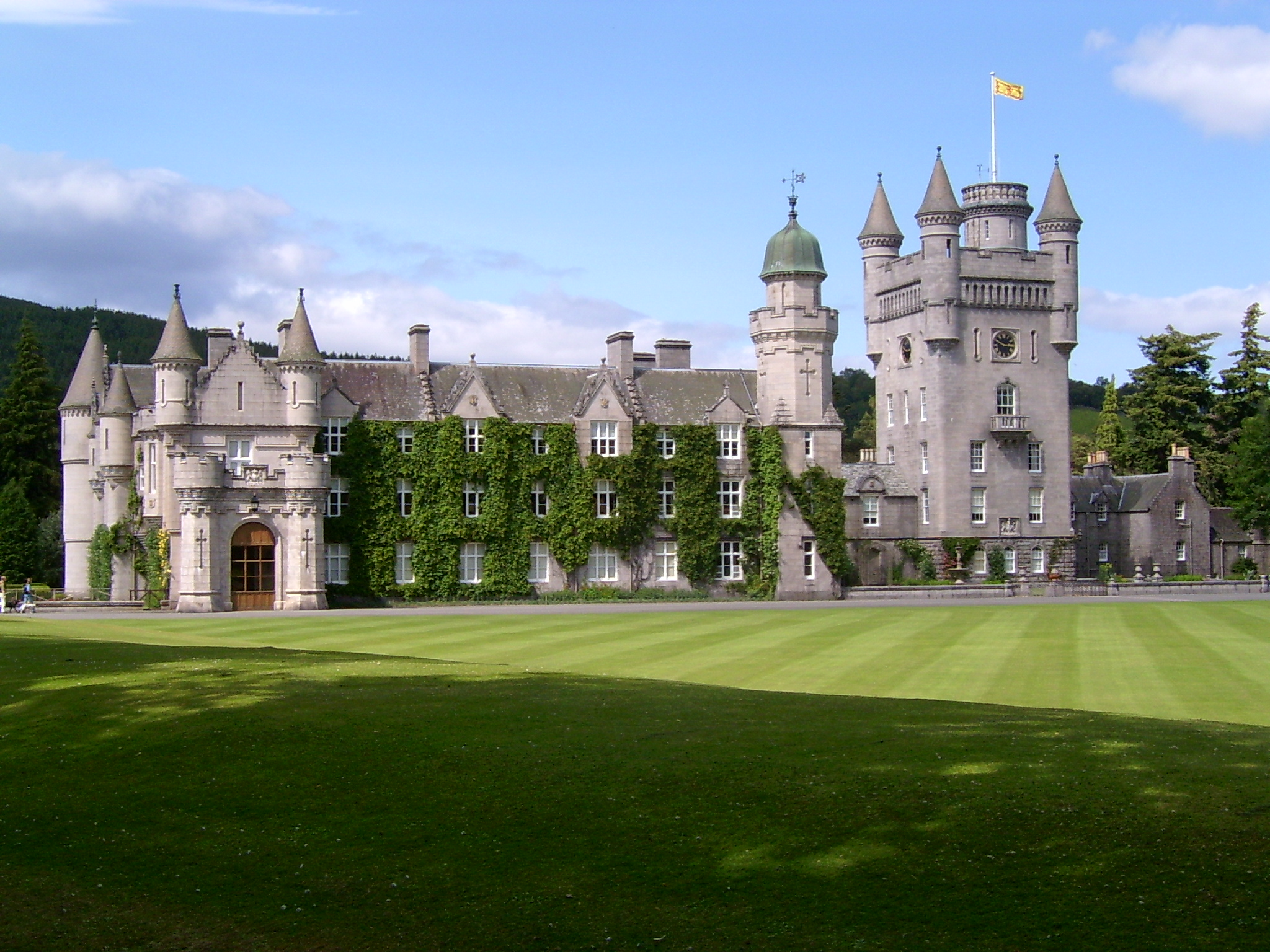
Газон біля Замку Балморал

Газо́н — (фр. gazon; «дерен») — природне декоративне покриття, яке складається з штучно висіяних або висаджених рослин, які утворюють рівномірне площинне покриття.
Газон, згідно з правилами дорожнього руху — це ділянка однорідної території із дерновим покривом, який штучно створюється шляхом посіву і вирощування дерноутворювальних трав (переважно багаторічних злаків) або одернування.

## Різновиди

### Класи газонів
- злаковий — найпоширеніші газони, які утворюють з суміші злакових культур;
- мавританський — влаштовують із суміші гарно квітучих однорічних рослин;
- з багаторічних ґрунтово-покривних рослин.

### Типи газонів
- Декоративні газони поділяють на:
  - партерні газони — найбільш декоративні, влаштовують на передніх планах садово-паркової композиції. До таких газонів пред'являють найбільші вимоги, повинні мати рівномірний густий однорідний травостій;
  - садово-паркові газони — найчастіше використовують саме цей вид газону, стійкий до механічних пошкоджень, довговічний, тіньовитривалий;
  - лугові газони — влаштовують на великих територіях, шляхом покращення існуючих травостоїв природного походження.
- Спортивні газони призначені для занять спортом, витримують значні механічні навантаження, мають дернину підвищеної міцності, протистоять розривам і проколам.
- Спеціальні газони — влаштовують на обочинах магістралей, санітарно-захисних зонах, промислових забудов. Закріплюють ґрунт, поглинають пил (травостій поглинає з атмосфери 30 тон пилу на гектар за період вегетації) і шум, підвищує вологість повітря і знижує температуру над газоном, а отже регулює тепловий режим території.

Рулонний газон являє собою заздалегідь вирощений щільний дерн. Такий дерн не має бур'янів, складається виключено з культурних газонних трав.
Для захисту від надмірного витоптування трави газону в людяних місцях газони улаштовують на так званих газонних решітках.

## Засіяння
Для засівання газону використовується підготовлений ґрунт та насіння трави: це може бути як перекопаний існуючий ґрунт, так і привізний ґрунт. Для низовин, не застоюється вода, потрібне підсипання ґрунту для унеможливлення болота, або облаштування дренажу ґрунту. Перекопана земля розгромаджується, зверху посипається насінням газонної трави. Насіння газонної трави обов'язково потрібно заховати всередину ґрунту граблями, задля уникнення поїдання птахами — голубами або горобцями — птахи збирають насіння зверху та здатні викопувати мілко заховане, спричиняючи проростання газону з проплішинами. Оптимальне залягання насіння трави 1-1,5 см. При висадці у міських умовах зграї голубів можуть повністю з'їдати посівний матеріал — як міру додаткових захистів від поїдання птахами пухкий ґрунт втрамбовують, захищаються гіллям або сіткою, може використовуватись попередньо оброблене відволікаючими засобами насіння, що зберігає його від поїдання.

## Догляд
У перший рік необхідно регулярно поливати газон. Необхідно використовувати системами з розсіянням, бо потужний полив розмиває молоді стебельця. Уникайте створення калюж. Вода має просочитись на 10-12см у ґрунт. На початку весни другого року газон чистять від опалого за зиму листя та іншого сміття. За потреби газон обприскують гербіцидами чи іншими препаратами.
Газон потребує регулярної стрижки, не можна допускати цвітіння, інакше рівномірно засіяна трава стане окремими кущиками трави. Трава, що виростає вище 7см, починає заважати іншим видам газонних трав, що порушує однорідність.
Удобрювати газон треба навесні у квітні та влітку одразу після поливу. Обов'язково, якщо помітно, що трава погано росте або жовтіє. Як добрива використовують гранули аміачної селітри (рідше нітроамофоски), які рівномірно розсипають після поливу і злегка поливають знову. Норми витрати при цьому — 10–20 г на 1 м². Азотне добриво краще вносити навесні та влітку, а калійно-фосфорне  восени.

## Критика
- Газони знижують природне біорізноманіття, особливо це небезпечно при великій їх площі;
- Для поливу газонів необхідна велика кількість води;
- Гербіциди, які використовуються для видалення бур'янів, можуть наносити серйозної шкоди довкіллю;
- Кількість кисню, який здатний виділяти англійський і партерний газон і поглинання вуглекислого газу в кілька разів менше, ніж у природного різнотрав'я;
- Добрива при неправильному дозуванні потрапляють у ґрунтові води.